# Begonia altissima
Begonia altissima é uma espécie de Begonia.